# Universidad Científica del Sur
La Universidad Científica del Sur (UCSUR) es una universidad privada con sede principal ubicada en el distrito de Villa El Salvador, en la ciudad de Lima, capital del Perú. Fue fundada en 1998, por distinguidos representantes del sector educativo. La universidad inició sus actividades ofreciendo formación en Medicina e Ingeniería de sistemas. Actualmente, ofrece 23 carreras de pregrado, 14 maestrías y cursos de especialización en diversas áreas. Asimismo, cuenta con campus ubicados en los distritos Los Olivos, Ate y Miraflores.

## Historia

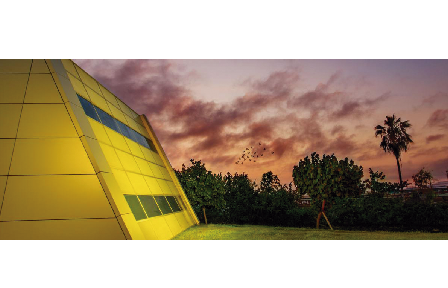
Campus de la Universidad Científica del Sur

En 1996, destacados representantes del sector educativo, reunidos bajo la presidencia de José Dextre Chacón, decidieron fundar una nueva universidad. Después de dos años de esfuerzo, el 5 de febrero de 1998, el Consejo Nacional para la Autorización de Funcionamiento de Universidades (CONAFU) aprobó el funcionamiento de la Universidad Científica del Sur mediante Resolución n.º 356-98-CONAFU. Su primera Comisión Organizadora tuvo como Presidente al sabio peruano Dr. Fernando Cabieses Molina, quien fuera primer Rector de la universidad, manteniéndose el Ing. Dextre como Presidente del Directorio de la asociación promotora. Junto a ellos, el Dr. José Chacón Polar, distinguido médico peruano de destacada trayectoria en la enseñanza de la medicina y primer Vicepresidente Académico, completó el grupo directivo fundador.
El acto de instalación se realizó el 26 de marzo de 1998 en el Museo Pedro de Osma. El 12 de julio se inició públicamente la campaña de admisión y en septiembre de 1998 se inauguraron las actividades académicas en un acto de bienvenida en el cual participaron las autoridades de la universidad, docentes, padres de familia, alumnos ingresantes e invitados. El primer semestre académico se inició con cincuenta alumnos agrupados en dos carreras: Medicina e Ingeniería de Sistemas.
En 2002, la universidad realiza una invitación al investigador, ex-rector de la Universidad Nacional Mayor de San Marcos, José Amiel Pérez para que se incorpore a la Universidad Científica del Sur con el cargo de vicepresidente académico del organismo provisional. Cuando la universidad obtuvo la autorización definitiva del Consejo Nacional para la Autorización de Universidades (CONAFU) fue designado Vicerrector de Investigación.
En 2007, tras casi 10 años al frente de la universidad, Fernando Cabieses deja el cargo de Rector. El Dr. Agustín Iza lo reemplazó, asumiendo el rectorado tras haber tenido una importante participación como Decano de la facultad de Medicina.
La universidad y el Fondo Latam Perú establecieron una asociación en 2009, la cual introdujo una inversión destinada a la ampliación de la infraestructura. El plan de expansión incluía la construcción de un Centro de Posgrado en el distrito de San Borja, sin embargo, el proyecto no logró concretarse debido a la negativa de los vecinos. Actualmente, la sede de la Escuela de Posgrado está ubicada en el distrito de Miraflores.
En 2013, la universidad inauguró en el Campus Villa el Pabellón de Investigación "Fernando Cabieses Molina", en honor a quien fue una de las personalidades científicas más importantes del país. El 9 de agosto del mismo año, el Dr. José Amiel es investido como el nuevo Rector de la universidad.
En la actualidad, está en construcción el nuevo campus denominado "Campus Aramburú", ubicado en la Av. República de Panamá 3956, en el distrito de Surquillo.
En los 15 años que tiene la universidad, se ha presentado un crecimiento importante, tanto en alumnado como en oferta académica. Actualmente, la universidad ofrece dieciocho carreras a más de dos mil alumnos de pregrado. Además, la Escuela de Posgrado cuenta con 13 programas de Maestría, múltiples diplomados y cursos especialización en las diferentes Facultades. Desde 2011, se inició el proceso para realizar la mudanza total de las distintas áreas administrativas y escuelas profesionales a un campus ubicado en la zona ecológica de los Pantanos de Villa, el cual cuenta con cerca de 100,000m² y que está considerado como uno de los más innovadores en el Perú.

## Carreras
Ciencias de la salud
- Estomatología
- Medicina humana
- Nutrición y Dietética
- Psicología
- Enfermería
- Obstetricia
- Farmacia y Bioquímica

Ciencias de la ingeniería
- Agronomía y Negocios
- Ingeniería Biomédica
- Ingeniería Civil
- Ingeniería de Minas
- Ingeniería de Software
- Ingeniería Electrónica
- Ingeniería Empresarial y de Sistemas
- Ingeniería Industrial
- Ingeniería Pesquera y Acuicultura
- Ingeniería económica y de negocios

- Arquitectura y Urbanismo Ambiental
- Ingeniería Ambiental
- Ingeniería Agroforestal
- Ingeniería de Alimentos

Ciencias empresariales
- Administración de empresas
- Administración de Negocios Internacionales
- Ingeniería de Sistemas Empresariales
- Marketing y Administración

Ciencias Humanas
- Artes Escénicas
- Comunicación y Publicidad
- Derecho
- Turismo Sostenible y Hotelería

Ciencias veterinarias y biológicas
- Biología marina
- Medicina veterinaria y Zootecnia
- Ingeniería Acuícola
- Ingeniería Agroforestal

## Infraestructura
Campus Villa

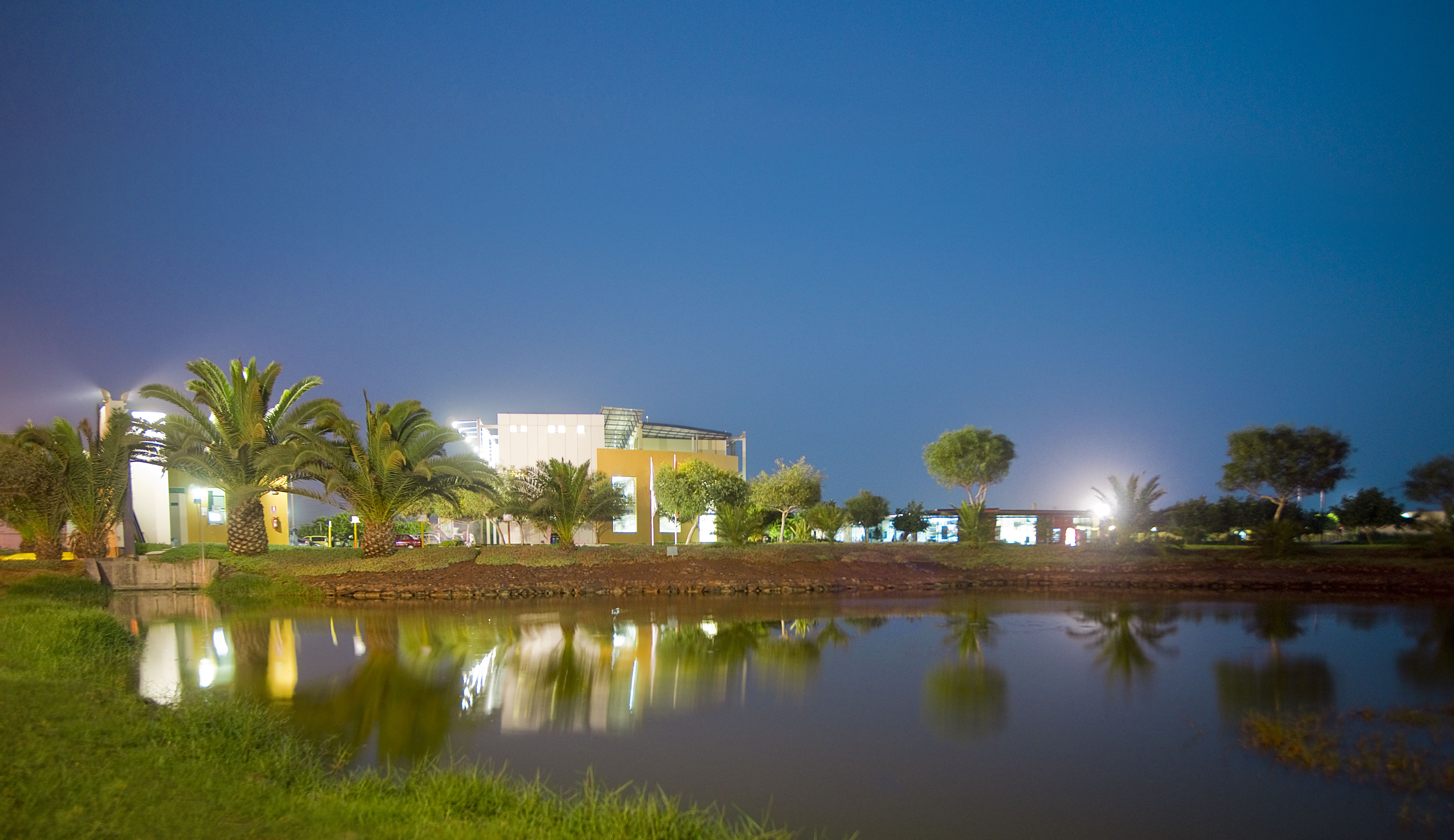
Campus de la Universidad Científica del Sur

La mayor parte de las actividades académicas y administrativas se realizan en el Campus Villa. El Campus es colindante con los Pantanos de Villa y presenta una extensión de aproximadamente 100,000m² y una Unidad Zootécnica de 15,000m². Actualmente se encuentra dividido en 5 sectores: Villa 1, Villa 2, Villa 3 y Villa 4 . Se ubica en el distrito de Villa El Salvador, límite con Chorrillos.
El Campus Villa 1 es el de mayor antigüedad. Su construcción se inició en el año 1998 y durante muchos años sirvió como área exclusiva para las carreras de Medicina Humana, Nutrición, Estomatología, Medicina Veterinaria y Zootecnia. Actualmente, es sede del Pabellón de Investigación "Dr. Fernando Cabieses Molina", de la Biblioteca Central, de las Oficinas Administrativas, el Auditorio y cuenta con un pequeño número de aulas destinadas a clases teóricas.
El Campus Villa 2 tiene su origen en un campo deportivo inaugurado en el 2008. Poco tiempo después, se levantaron múltiples pabellones destinados a clases teóricas, con la construcción simultánea del actual Campus Villa 3. Tras la culminación de esta obra, las facultades que realizaban actividades en el antiguo local de Calle Cantuarias, en el distrito de Miraflores, pasaron a instalarse de forma definitiva en Villa, el campus Villa 4 culminó su construcción en el año 2013, y desde aquel año se viene impartiendo clases a los alumnos de dicha comunidad universitaria.
Casona Miraflores
La "Casona" es un inmueble ubicado en el distrito de Miraflores, donde es sede de la Escuela de Posgrado.
Pabellón de Investigación

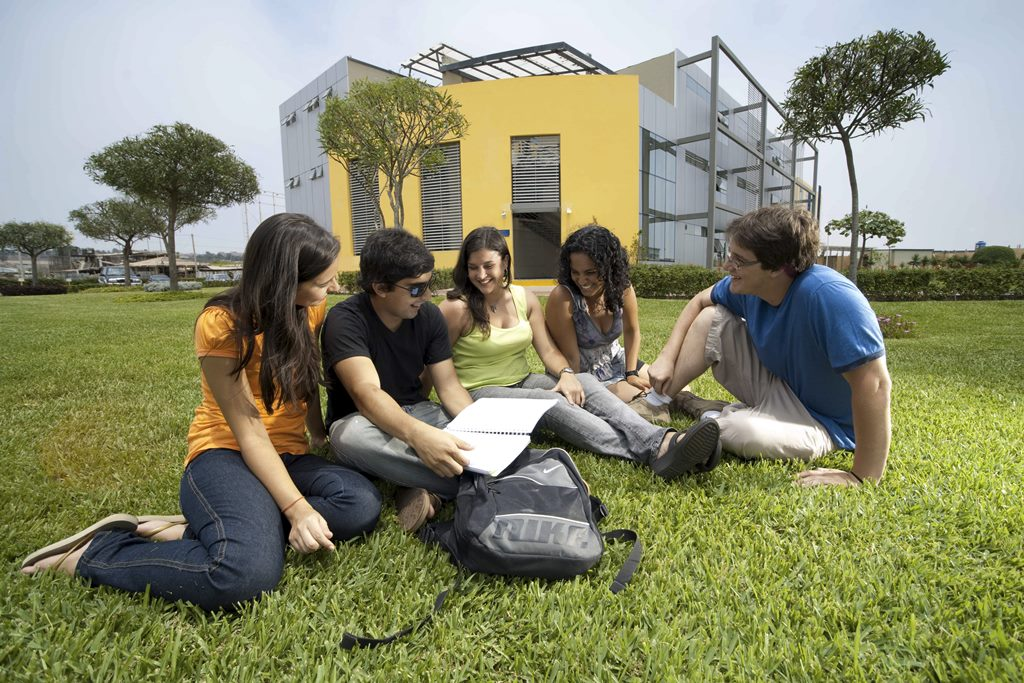
Campus Villa I

El antiguo Pabellón A del Campus Villa fue remodelado, equipado y rebautizado en el año 2013 como el Pabellón de Investigación "Dr. Fernando Cabieses Molina". Este edificio sirve como un punto de aglomeración de los miembros de la comunidad universitaria dedicada a la investigación científica. Además, también cuenta con ambientes destinados a las prácticas de laboratorio de múltiples cursos de pregrado y es sede del anfiteatro de anatomía.
Biblioteca
La biblioteca cuenta con dos sedes, la Biblioteca Central, localizada en el Campus Villa, que cuenta con la mayor parte de la colección y una sede menor en la "Casona" de Miraflores. En el año 2005, la Biblioteca Central inició la recepción de las Colecciones de la Biblioteca del Banco Wiese Sudameris. La colección está formada por aproximadamente 13,000 libros de economía, finanzas y humanidades. Además, cuenta con diversas revistas especializadas, documentos multimedia, memorias institucionales nacionales y una colección de los principales diarios de circulación nacional.
Centro Odontológico

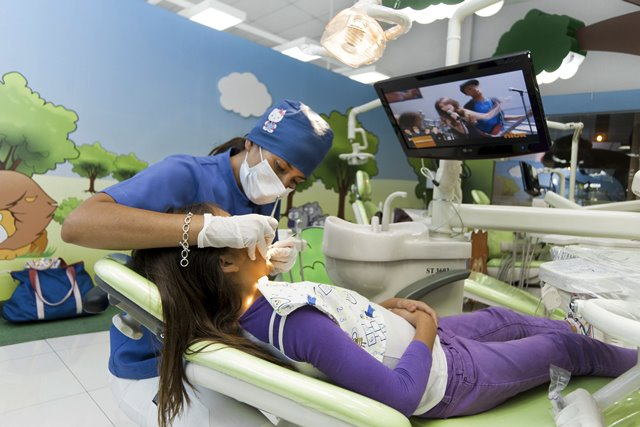
Clínica Odontológica en Paseo de la República 5544 - Miraflores

La Facultad de Estomatología cuenta con un Centro Odontológico Asistencial de prestación de servicios especializados, con características únicas, que brinda atención odontológica de calidad a pacientes de toda edad. 
Centro del Caballo Peruano de Paso
El Centro del Caballo Peruano de Paso fue fundado en el año 2006 y desde entonces está comprometido con la Tradición Peruana y el arte ecuestre. Tiene como principales propósitos la difusión, investigación y preservación de la raza caballar como Patrimonio Cultural del Perú.

## Investigación

### Fondo editorial
El Fondo Editorial de la Universidad Científica del Sur tiene a su cargo la publicación de libros y revistas especializadas de distintos ámbitos del conocimiento. El fondo brinda prioridad a la producción de los miembros de la comunidad UCSUR, sin embargo, la línea editorial permite recibir trabajos de investigadores y académicos de otras instituciones.

### Laboratorios
- Laboratorio de Cultivo Celular e Inmunología
- Laboratorio de Genética Molecular y Bioquímica
- Laboratorio de Investigación y Cultivos Marinos
- Unidad de Investigación de Ecosistemas Marinos
- Laboratorio de Química y Bioquímica de Productos Naturales
- Laboratorio de Microbiología Molecular y Genómica Bacteriana

## Rankings académicos
Para evaluar el desempeño de las universidades a nivel nacional y mundial, los rankings de clasificaciones académicas ubican a las instituciones de acuerdo a una metodología científica de tipo bibliométrica con criterios objetivos medibles y reproducibles: la reputación académica, la reputación de empleabilidad para los egresantes, la citas de investigación a sus repositorios y su impacto en la web. Del total de 92 universidades licenciadas en el Perú,
La Universidad Científica del Sur se ha ubicado regularmente dentro de los 5 primeros puestos a nivel nacional en determinados rankings universitarios nacionales e internacionales.

## Premio Ecoeficiencia Empresarial
Los Premios Ecoeficiencia Empresarial se realizan anualmente y tienen como misión promover y reconocer proyectos que contribuyan a la conservación y desarrollo sostenible de los recursos naturales en Perú.